# توري سان جورجيو
توري سان جورجيو هي بلدية في مقاطعة كونيو في منطقة بيدمونت الإيطالية تقع على بعد 40 كيلومتر (25 ميل) جنوب غرب تورينو و 40 كيلومتر (25 ميل) شمال كونيو . اعتبارًا من 31 ديسمبر 2004 كان عدد سكانها 696 نسمة وتبلغ مساحتها 5.4 كيلومتر مربع (2.1 ميل2).
تقع توري سان جورجيو على حدود البلديات التالية: موريتا وسالوزو وسكارنافيجي وفيلانوفا سولارو.